# Symphyogynopsis
Symphyogynopsis là một chi rêu trong họ Pallaviciniaceae.